# Hoàng nương hẹp
Crepis lignea là một loài thực vật có hoa trong họ Cúc. Loài này được (Vaniot) Babc. mô tả khoa học đầu tiên năm 1947.